# Francis Wathier
Francis Wathier, född 7 december 1984, är en kanadensisk professionell ishockeyspelare som spelar för Dallas Stars i NHL.
Han draftades i sjätte rundan i 2003 års draft av Dallas Stars som 185:e spelare totalt.